# 巨村站
巨村站（：／ Geochon yeok */?）是嶺東線沿線的一座鐵路車站，位於韓國庆尚北道奉化郡鳳城面，由春阳站管理。

## 历史
- 1955年2月1日 - 落成使用[1]。

## 相鄰車站
韓國鐵道公社
嶺東線
奉化－巨村－鳳城